# Вардашева Ольга Олегівна
Вардашева Ольга Олегівна (19 квітня 1946, Ірістон, Північно-Осетинська АРСР — 15 січня 2023) — радянська і російська актриса і співачка (меццо-сопрано). Заслужена артистка РРФСР (1980) і Північної Осетії.

## Біографічні відомості
Її мати — Тамара Олександрівна Вардашева — артистка Осетинського ансамблю пісні і танцю. "Я захотіла співати ще зовсім маленькою. Подружки мені говорили: «Олько, ти добре співаєш!» Це був 3-й або 4-й клас школи. Але я соромилася. Чомусь боялася і соромилася. Ми жили в робочому селищі, де не було ні музичного училища, ні школи. Моя мама — актриса, вийшла заміж і поїхала до Ленінграда, а я залишилася з дідусем і бабусею, тому що вона по три-чотири місяці на рік їздила по гастролях і боялася брати мене з собою в Пітер. Вітчим був кореспондентом газети «Гудок». Коли вони вирішили мене забрати, йшов 8-9-й клас, і щоб я не тинялася на вулиці, мене віддали на Електротехнічний завод на вулиці Боровій і Школу робітничої молоді при ньому. На заводі була самодіяльність — хлопці грали на музичних інструментах. А оскільки я за верстатом співала (кругом висіли фіранки і я не соромилася), мене запросили. На своєму першому концерті я співала під П'єху «Дунай-Дунай». Всі говорили, дуже схоже. А потім один з музикантів сказав, що бачив афішу: в Будинок культури харчової промисловості шукали співачку в симфоджаз-оркестр ".
У 1955 році Ольга з мамою і прийомним батьком Олександром Івановичем Августинюком переїхали до Ленінграда, де отримала музичну освіту.
З 1966 року працювала солісткою Ленінградського мюзик-холу, а до цього три роки — артисткою «Ленконцерта» (з джаз-оркестром під керівництвом Анісімова і з оркестром Бадхена).
В середині і наприкінці 1970-х років на естраді був популярний дует Ольги Вардашевої і Людмили Невзгляд.

## Фільмографія
- «Сентиментальний роман» (1976, співачка)
- «Небесні ластівки» (1976, епізод + закадровий вокал)
- «Сім щасливих нот» (1981, Ольга Гардіна, актриса)
- «Капелюх» (1981, Римма Іполитівна + вокал)